# Malsch (Karlsruhe)
Malsch è un comune tedesco di 14 364 abitanti, situato nel land del Baden-Württemberg.